# Taxi Number 9211
Taxi Number 9211 – indyjski dramat z elementami thrillera z 2006 roku w reżyserii Milana Luthrii. 
Tematem filmu jest wzajemne zarażanie się gniewem, niszczenie się poprzez stosowanie wobec siebie zasady "oko za oko" i odbudowywanie swojego życia poprzez konfrontację z prawdą o sobie i pojednanie z ludźmi. Spotkanie zarozumiałego milionera (John Abraham) z wściekłym na cały świat mumbajskim taksówkarzem (Nana Patekar) zmienia życie obojga.
Film ma odniesienia do hollywoodzkiego thrillera Zmiana pasa (2002) z Benem Affleckiem i Samuelem L. Jacksonem w rolach głównych.

## Fabuła
Mumbaj. Chaos ulic, na których miliony ludzi. W pośpiechu. Każdy może wpaść na ciebie na zawsze zmieniając twoje życie. I tak się dzieje z taksówkarzem Raghav Shastri (Nana Patekar) i jego pasażerem Jaiem Mittalem (John Abraham). Raghav ożenił się z kobietą z wyższej sfery. Honor nie pozwala mu przyjąć pomocy od teścia. Sfrustrowany w ciągu 15 lat małżeństwa 23 razy zmienił miejsce pracy. Teraz przed żoną stwarza pozory, że sprzedaje polisy ubezpieczeniowe, w rzeczywistości pracując jako szofer. Zadłużony nie ma nawet czym zapłacić za szkołę synka. Rozsadza go wciąż wściekłość. Jest dynamitem gotowym w każdej chwili wybuchnąć. Jego pasażer to zarozumiały pogardliwy wobec ludzi syn milionera. To homo ludens, którego życie zaczyna się nocą wśród szklanek z drinkami i obnażonych kobiet. Wszystko jest dla niego zabawą. Nigdy nic nie musi. Ale dziś musi. Musi zdążyć do sądu, aby przedstawić tam wersję testamentu ojca, która uniemożliwi jego wujkowi wydziedziczenie go. Inaczej z dnia na dzień stanie się bankrutem. Dlatego wściekły rzucając pieniędzmi pogania szofera taksówki pokrzykując na niego. Czasu jest coraz mniej. Zdenerwowany taksówkarz, wjeżdżając na żądanie Jaia na czerwonym świetle, wpada na inny samochód. Śpieszący się do sądu Jai zostawia taksówkarza z rozbitym samochodem i rozkrzyczanym tłumem wokół niego. Policjanci prowadzą Raghava na posterunek. Rozżalony, wściekły Raghav ma jednak coś, co może się stać przedmiotem zemsty na pasażerze. Podczas wypadku Jaiowi wypadł z kieszeni klucz do skrytki, w której znajduje się konieczny do przedstawienia w sądzie testament. Wkrótce między tymi dwoma zaczyna się na ulicach Mumbaju zajadła walka. Jai walczy o klucz do bogactwa, Raghav o swoją godność.

## Obsada
- John Abraham – Jai Mittal
- Nana Patekar – Raghav Shastri
- Sameera Reddy – Rupali
- Sonali Kulkarni – p. Shastri (żona Raghava)
- Shivaji Satam – Arjun Bajaj
- Kurush Deboo – p. Batliwala
- Priyanka Chopra – gościnnie

### Piosenki
1. Mumbai Nagariya (Living In The City) – Bappi Lahiri, Nana Patekar, John Abraham – 3:19
2. Ek Nazar Mein Bhi – K.K., Sunidhi Chauhan – 4:37
3. Meter Down – Adnan Sami – 3:12
4. Aazmale Aazmale – Shekhar – 4:54
5. Bekhudi – Shaan – 4:33
6. Udne Do – Kunal Ganjawala, Harshdeep – 6:15
7. Boombai Nagariya (Club Mix) – Bappi Lahiri, Remix By Guru Sharma – 3:13
8. Meter Down (Rock n' Roll Mix) – Adnan Sami, Remix By Guru Sharma – 3:01